# تشارلز ريو
تشارلز ريو (1820 - 1902 م) هو مستشرق سويسري، نزل لندرة وبها وفاته.
كان أستاذ العربية في جامعة كمبريدج. ولما اعتزل التعليم (1902 م) خلفه إدوارد براون.

## آثاره
من آثاره: وضع بمعاونة كورتون، فهرس المخطوطات العربية في المتحف البريطاني.